# Torre de Montreal
O Estádio Olímpico com a Torre ao fundo
A Torre de Montreal (em francês: Tour de Montreal; em inglês: Montreal Tower), parte do Estádio Olímpico e Parque Olímpico da cidade e anteriormente conhecida como Torre Olímpica, é a estrutura inclinada mais alta do mundo com 175 metros, e a sexta estrutura mais alta de Montreal. Foi projetada pelo arquiteto Roger Taillibert e inclina-se em um grau maior do que a Torre de Pisa.
Os cabos que abrem a cobertura retrátil do estádio são sustentados pela torre.
A torre não foi concluída a tempo das Olimpíadas de 1976, e a construção foi retomada seguindo com o observatório do prédio, acessado por um elevador inclinado, inaugurado em 1987. O observatório mostra a história do estádio e as Olimpíadas em geral, incluindo a vitória de Bruce Jenner no decatlo. A torre tem vista para a Vila Olímpica, o Biodomo, o Jardim Botânico e o Estádio Saputo. Na base da torre fica o Olympic Park Sports Center, que abriga instalações de treinamento de elite.
Entre 2015 e 2019, o Conselho de Instalações Olímpicas gastou US$ 200 milhões para converter o edifício em uma torre de escritórios, projetada por Provenchen Roy, que abrigava mais de 1.000 funcionários do Grupo Desjardins em 2019.

## Observatório
Quando a construção da torre do estádio foi retomada após as Olimpíadas de 1976, um observatório foi adicionado ao plano, acessível por um elevador inclinado, inaugurado em 1987, que percorre 266 metros ao longo da coluna vertebral da torre curva. A cabine do elevador sobe da base da torre ao andar superior em menos de dois minutos a uma taxa de 2,8 m/s, com espaço para 76 pessoas por viagem e capacidade para 500 pessoas por hora. A cabine foi projetada para permanecer nivelada durante toda a viagem, ao mesmo tempo que oferece uma vista panorâmica aos passageiros.
O elevador está voltado para nordeste, oferecendo uma vista para o norte, sul e leste. Tem vista para a Vila Olímpica, o Biodome, o Jardim Botânico e o Estádio Saputo. O Parque Olímpico, o telhado suspenso do estádio e o centro de Montreal podem ser vistos a partir do Observatório voltado para sudoeste, no topo da torre. O Guia Michelin premiou este panorama com três estrelas.

## Galeria
- Vista nordeste do compartimento do convés inferior do elevador
- A Torre vista de frente
- Detalhe para os cabos que sustentam o telhado retrátil do Estádio Olímpico de Montreal